# Kenny McLean
Kenneth McLean, född 8 januari 1992, är en skotsk fotbollsspelare som spelar för Norwich City. Han representerar även Skottlands landslag.

## Karriär
I september 2023 förlängde McLean sitt kontrakt i Norwich City fram över säsongen 2025/2026 med option på ytterligare ett år.